# エヌエスカルコンプ
エヌエスカルコンプ株式会社（英: NSCALCOMP CORPORATION）は、かつて存在した日本の機械製造会社。略称は、「カルコンプ」。自動作画機（プロッター）の製造販売をおこなっていた。

## 歴史
前身は、1967年にアメリカ合衆国のカルコンプ・パシフィック・インクが設立した日本支社である。
1983年に「日本カルコンプ」として会社が設立され、1990年に新日本製鐵（現・日本製鉄）、住友商事が資本参加して「エヌエスカルコンプ」に改称した。
1999年にオランダのオセ社が株式を取得し、「日本オセ株式会社」に改称。これはアメリカのロッキードカルコンプ社が廃業したため、新日本製鐵が撤退し、株式を売却したものである。日本オセは2011年にキヤノンマーケティングジャパンの完全子会社になった後、2014年に他のキヤノン系会社とともに、キヤノンプロダクションプリンティングシステムズに統合された。

## 事業と拠点
- 本社

東京都港区西新橋
- 名古屋営業所
- 大阪営業所
- 福岡営業所